# Фірін Семен Григорович
Фірін (Пупко) Семен Григорович (1898 , Вільнюс  — 14 серпня 1937 , Москва ) — діяч ЧК-ГПУ-НКВС СРСР, старший майор держбезпеки. Відомий як начальник будівництва Біломорсько-Балтійського каналу (1930–1932).

## Біографія
Народився в 1898 році у Вільно в єврейській родині. Працював на фабриці у Вітебську. Під час першої світової війни був призваний в армію, дезертирував. У 1917 році брав участь у революційних подіях в Петрограді та Москві. Призваний в армію, дезертирував. Направлений на фронт в третю особливу дивізію. Зайнявся політичною діяльністю. У 1918 році вступив в РКП(б).
Під час Громадянської війни керував партизанськими диверсійними загонами на території Литви. Потім був переведений в розвідувальне управління штабу Західного фронту, де в його обов'язки входила організація партизансько-диверсійних загонів в тилу противника. Комісар німецької спартаківської бригади.
Протягом ряду років працював у розвідці РСЧА за кордоном (Греція, Туреччина, Болгарія, Югославія), потім переведений на роботу в ОДПУ.
З 1930 року — заступник начальника Особливого відділу ОДПУ. У 1932 призначений начальником Біломорсько-Балтійського виправно-трудового табору. У 1933 році він одночасно став заступником начальника ГУЛАГу, М. Д. Бермана. Після закінчення будівництва перекинутий в Дмитровлаг. Один з редакторів книги «Канал імені Сталіна» про Біломорканал. У 1933 році нагороджений орденом Леніна.
28 травня 1937 року Фірін був заарештований за звинуваченням у підготовці перевороту силами ув'язнених Дмитровлагу.
Засуджений Військовою колегією Верховного суду СРСР і розстріляний 14 серпня 1937 на «Комунарці».